# Liste des sénateurs belges (législature 2014-2019)
Pour les articles homonymes, voir Liste des sénateurs belges.
Liste des sénateurs belges pour la législature 2014-2019, par ordre alphabétique.
Les 60 sénateurs se répartissent comme suit:
- 50 sénateurs des entités fédérées (Élections régionales belges de 2014):
  - 29 néerlandophones:
    - désignés par le parlement flamand, issus du parlement flamand ou du groupe linguistique néerlandophone du parlement de Bruxelles-Capitale  (incluant au moins 1 domicilié dans la région de Bruxelles)

  - 20 francophones :
    -  10 désignés par le parlement de la Communauté française de Belgique en son sein, dont au moins 3 domiciliés dans la région de Bruxelles-Capitale (le cas échéant, l'un d'eux peut ne pas être membre du Parlement de la Communauté française mais uniquement du groupe linguistique francophone du parlement de la région bruxelloise) ;
    - 8 désignés par le Parlement de Wallonie en son sein ;
    -  2 désignés par le groupe linguistique francophone du parlement de la Région de Bruxelles-Capitale en son sein.

  - 1 germanophone:
    - désigné par le parlement de la Communauté germanophone en son sein.
- 10 sénateurs cooptés, dont:
  - 4 élus par les 20 sénateurs francophones
  - 6 élus par les 29 sénateurs néerlandophones

## Bureau

### Président
- Jacques Brotchi (MR) (14.12.18) remplace Christine Defraigne (MR) (14.10.14) remplace Sabine de Bethune (CD&V)

### Vice-présidents
1. Lieve Maes remplace (11.1.19) Karl Vanlouwe (N-VA)
2. Olga Zrihen (PS)

### Présidents de Groupe
- voir dans chaque groupe

### Membres
- Brigitte Grouwels remplace (11.1.19) Sabine de Bethune (CD&V)
- Andries Gryffroy remplace (11.1.19) Lieve Maes (N-VA)

## Répartition des sièges (60)
| Néerlandophones | Néerlandophones | Néerlandophones | Francophones    | Francophones    | Francophones | Francophones  | Francophones | Germanophones | Germanophones  |
| Partis (35)     | Communauté (29) | Cooptés (6)     | Partis (24)     | Communauté (10) | Wallonie (8) | Bruxelles (2) | Cooptés (4)  | Partis (1)    | Communauté (1) |
| N-VA (12)       | 10              | 2               | PS (9)          | 4               | 3            | 1             | 1            | SP-PFF (1)    | 1              |
| CD&V (8)        | 7               | 1               | MR (7)          | 2               | 3            | 1             | 1            |               |                |
| sp.a (5)        | 4               | 1               | cdH (4)         | 2               | 1            | -             | 1            |               |                |
| open vld (5)    | 4               | 1               | Ecolo (3)       | 1               | 1            | -             | 1            |               |                |
| Groen (3)       | 2               | 1               |                 |                 |              |               |              |               |                |
| Vl.Bel. (2)     | 2               | -               | Indépendant (1) | 1               |              |               |              |               |                |
| --------------- | --------------- | --------------- | --------------- | --------------- | ------------ | ------------- | ------------ | ------------- | -------------- |

## Sénateurs des entités fédérées (50)

### Communauté flamande (29)
| Nom du sénateur                      | Précédent(s) titulaire(s)                                              | Partis ou tendances |
| ------------------------------------ | ---------------------------------------------------------------------- | ------------------- |
| Lionel Bajart (9.10.2018)            | Ann Brusseel                                                           | OpenVLD             |
| Rik Daems                            |                                                                        | OpenVLD             |
| Freya Saeys (11.1.19)                | Jean-Jacques De Gucht                                                  | OpenVLD             |
| Willem-Frederik Schiltz (22.2.19)    | Martine Taelman                                                        | OpenVLD             |
| Karin Brouwers                       |                                                                        | CD&V                |
| Joris Poschet (28.4.17)              | Sonja Claes                                                            | CD&V                |
| Sabine de Bethune                    |                                                                        | CD&V                |
| Brigitte Grouwels (25.7.14)          | Bianca Debaets                                                         | CD&V                |
| Orry Van de Wauwer (11.1.19)         | Cindy Franssen                                                         | CD&V                |
| Valerie Taeldeman (22.2.19)          | Peter Van Rompuy                                                       | CD&V                |
| Johan Verstreken                     |                                                                        | CD&V                |
| Rob Beenders (22.4.16)               | Ingrid Lieten                                                          | Sp.a                |
| Katia Segers                         |                                                                        | Sp.a                |
| Güler Turan                          |                                                                        | Sp.a                |
| Bart Van Malderen                    |                                                                        | Sp.a                |
| Nadia Sminate (11.1.19)              | Piet De Bruyn (25.7.14) Geert Bourgeois                                | N-VA                |
| Cathy Coudyser                       |                                                                        | N-VA                |
| Danielle Godderies-T'Jonck (11.1.19) | Annick De Ridder                                                       | N-VA                |
| Lieve Maes                           |                                                                        | N-VA                |
| Andries Gryffroy (14.10.14)          | Philippe Muyters                                                       | N-VA                |
| Jan Peumans                          |                                                                        | N-VA                |
| Peter Wouters (11.1.19)              | Wilfried Vandaele                                                      | N-VA                |
| Miranda Van Eetvelde (7.11.2014)     | Elke Sleurs                                                            | N-VA                |
| Karl Vanlouwe                        |                                                                        | N-VA                |
| Jan Van Esbroeck (25.7.14)           | Ben Weyts                                                              | N-VA                |
| Elisabeth Meuleman, chef de groupe   |                                                                        | Groen               |
| Annemie Maes (18.11.16)              | Wouter Van Besien (2014-2015) Hermes Sanctorum-Vandevoorde (2015-2016) | Groen               |
| Guy D'haeseleer                      |                                                                        | VB                  |
| Anke Van dermeersch                  |                                                                        | VB                  |

### Communauté française (10),Région wallonne (8) et Parlement de laRégion de Bruxelles-Capitale (2)
| Nom du sénateur                     | Précédent(s) titulaire(s) | Partis ou tendances |
| ----------------------------------- | ------------------------- | ------------------- |
| Jacques Brotchi                     |                           | MR                  |
| Gilles Mouyard (1.9.17)             | Valérie De Bue            | MR                  |
| Philippe Dodrimont (14.12.18)       | Christine Defraigne       | MR                  |
| Olivier Destrebecq                  |                           | MR                  |
| Yves Evrard                         |                           | MR                  |
| Jean-Paul Wahl                      |                           | MR                  |
| Philippe Henry                      |                           | ECOLO               |
| Hélène Ryckmans                     |                           | ECOLO               |
| Nadia El Yousfi                     |                           | PS                  |
| Latifa Gahouchi                     |                           | PS                  |
| Simone Susskind (24.11.17)          | Véronique Jamoulle        | PS                  |
| Anne Lambelin                       |                           | PS                  |
| Christie Morreale                   |                           | PS                  |
| Patrick Prévot                      |                           | PS                  |
| Christiane Vienne                   |                           | PS                  |
| Olga Zrihen                         |                           | PS                  |
| François Desquesnes, chef de groupe |                           | cdH                 |
| Bertin Mampaka Mankamba             |                           | cdH                 |
| Véronique Waroux                    |                           | cdH                 |
| Alain Destexhe                      |                           | Indépendant         |

### Communauté germanophone (1)
| Nom du sénateur                     | Titulaire précédent    | Partis ou tendances |
| ----------------------------------- | ---------------------- | ------------------- |
| Karl-Heinz Lambertz (SP) (11.10.16) | Alexander Miesen (PFF) |                     |

## Sénateurs cooptés (10)

### Collège néerlandophone (6)
| Nom du sénateur              | Titulaire remplacé | Partis ou tendances |
| ---------------------------- | ------------------ | ------------------- |
| Jan Becaus                   |                    | N-VA                |
| Pol Van Den Driessche        |                    | N-VA                |
| Lode Vereeck                 |                    | OpenVLD             |
| Petra De Sutter              |                    | Groen               |
| Bert Anciaux, chef de groupe |                    | Sp.a                |
| Benjamin Dalle (11.01.2019)  | Steven Vanackere   | CD&V                |

### Collège francophone (4)
| Nom du sénateur              | Titulaire remplacé | Partis ou tendances |
| ---------------------------- | ------------------ | ------------------- |
| Anne Barzin, chef de groupe  |                    | MR                  |
| Christophe Lacroix (28.7.17) | Philippe Mahoux    | PS                  |
| Christophe Bastin            |                    | cdH                 |
| Cécile Thibaut               |                    | Ecolo               |